# 山内孝
山內孝（1945年1月10日—），日本馬自達汽車公司的第14任社長。在他任內期間，推出大改款的BT-50皮卡貨車、創馳藍天技術、CX-5、馬自達6，並決定在墨西哥、泰國、俄羅斯等國家成立新工廠，並從與福特汽車合資的美國工廠撤退。此外，由於投資設立墨西哥工廠而獲得該國的阿茲特克之鷹勳章（（西班牙文）Orden del Águila Azteca）。

## 生平略歷
- 1967年：自慶應義塾大學商學系畢業，4月進入東洋工業（馬自達汽車公司前身）工作。
- 1992年：擔任該公司計畫管理部部長。
- 1996年：1月升任企畫本部部長，6月就任董事。
- 1997年：6月就任常務董事。
- 1999年：12月就任專務董事。
- 2002年：6月晉升董事專務。
- 2007年：4月晉升董事副社長。
- 2008年：11月19日晉升第14任代表董事社長兼執行長[1]。
- 2013年：6月自社長一職卸任，轉任董事會會長。
- 2014年：6月24日起退休，董事會會長交由原副會長金井誠太接棒[2]。

## 荣誉

### 外国勋章奖章
- 墨西哥阿兹特克雄鹰大绶勋章（西班牙语：Orden Mexicana del Águila Azteca）（墨西哥，2013年4月5日公布[3]，2013年4月10日于东京颁发[4]）

## 外部連結
- （日語）企業家人物辞典：山內孝 マツダ （页面存档备份，存于）